# Ardour
Ardour es un software libre de grabación multipista de audio y MIDI a disco duro. Es multiplataforma: actualmente se puede instalar en sistemas operativos GNU/Linux, OS X, FreeBSD y Windows. Su desarrollador principal es Paul Davis, también responsable de la herramienta JACK Audio Connection Kit. 
Ardour es está publicado bajo una licencia GNU General Public License pero para bajarlo de la web del proyecto se requiere pagar al menos un dólar. Otra opción es suscribirse pagando $1, $4 o $10 por mes y así contribuir regularmente con el desarrollo de este software. La ventaja de la suscripción es que se reciben las actualizaciones. Esto hace de Ardour un ejemplo de un programa comercial de software libre). De todas formas, se puede bajar sin ningún costo el código fuente completo y también una versión demo pero esta se silencia a los diez minutos de usar el programa.
Generalmente es usado como un entorno de masterización de audio, aunque sus características van mucho más allá, puesto que es un estudio de grabación digital sofisticado y uno de los mejores programas para grabación y edición de audio que existe en este momento no solo dentro del software open source, se compara con Pro Tools, el estándar mundial de grabación en estudios profesionales.

## Características
Cabe resaltar la grabación multicanal, edición no lineal y no destructiva, con una serie ilimitada de Deshacer/Rehacer, arquitectura basada en plug-ins, etc. Además, puede ser controlado por material de audio, de forma similar a ProTools, Nuendo, Cubase o Digital Performer.
- Presenta ilimitadas pistas de audio y buses,
- Enrutamiento de señal desde y hacia cualquier lugar.
- Grabación en 16, 24 o 32 bits
- Cualquier número de canales físicos
- Soporte de formatos de audio estándar: wav, wav64, caf, aiff, ogg, MIDI, ...
- Escalado de tiempo
- Repetición por pista o por sesión
- Cross-fading automático
- Soporte de audio "mono" y "estéreo"
- Soporte de plug-ins AudioUnit(OSX)
- Soporte de plug-ins LV2, Ladspa y LinuxVST (Linux)
- Soporte de plug-ins VST (Windows y OSX)
- Soporte de superficies de control externos
- Soporte de importar archivos video
- Soporte de ruteo complejo usando JACK

Ardour no importa archivos en formato MP3 ya que es un formato de compresión patentado y aunque hay una serie de bibliotecas de código abierto que pueden leer archivos MP3, el autor no quiere correr el riesgo de enfrentar problemas legales con los propietarios de esas patentes, el Instituto Fraunhofer. "Cuando exista una buena solución técnica para cargar legalmente archivos MP3, se adoptará lo antes posible" .

## Requerimientos
- Ordenador:

Cualquier ordenador con un chip Intel de 32 or 64 bit. La velocidad de la CPU limita la cantidad de procesamiento.
- Sistema operativo

Cualquier versión de Linux con un kernel más reciente que la 2.3 y versión de libc 2.25 o posterior.
Cualquier versión de Windows XP, 7 o posterior.
Cualquier versión de macOS de 10.6 (Snow Leopard) en adelante
- RAM

Se recomienda 2 GB
- Disco duro

Un mínimo de 350 MB de espacio libre.